# Tavastehus slott
Tavastehus slott (finska: Hämeen linna) är ett slott i Tavastehus, Egentliga Tavastland, Finland. 

## Historik

### Medeltiden
Namnet Tavastehus uppträder första gången i historiska handlingar år 1308, vilket betyder att borgen grundats tidigare än så. Augustin Ehrensvärd skrev i Anteckningar under en resa till Finland År 1747 att vid en renovering hade järnankare som formade årtalet 1229 plockats bort, och menade att det visade att den byggts då. I Erikskrönikan berättas: "the kristne bygde ther eth feste / ok satte ther i vine ok neste. / Thet hws heyter Taffwesta Borg; / the hedno hauffa ther än fore sorg." Denna första borg uppfördes av Birger jarl under andra svenska korståget i mitten av 1200-talet. Troligtvis rör det sig om det idag benämnda Haga borg, som ligger en mil söder om Tavastehus. Denna borg gick ännu under 1500-talet under namnet "gamble Tauaste hus". Att platsen kring nuvarande slottet varit bebodd länge, visar arkeologiska utgrävningar på den motsatta sidan av Vångån, där man har grävt fram en handelsplats från 800-talet. Det nuvarande Tavastehus slott förmodas ha börjat uppföras under andra halvan av 1200-talet, sett till arkitektur och byggnadstekniska lösningar, vilka än idag är synliga i slottets fasadmurar.  

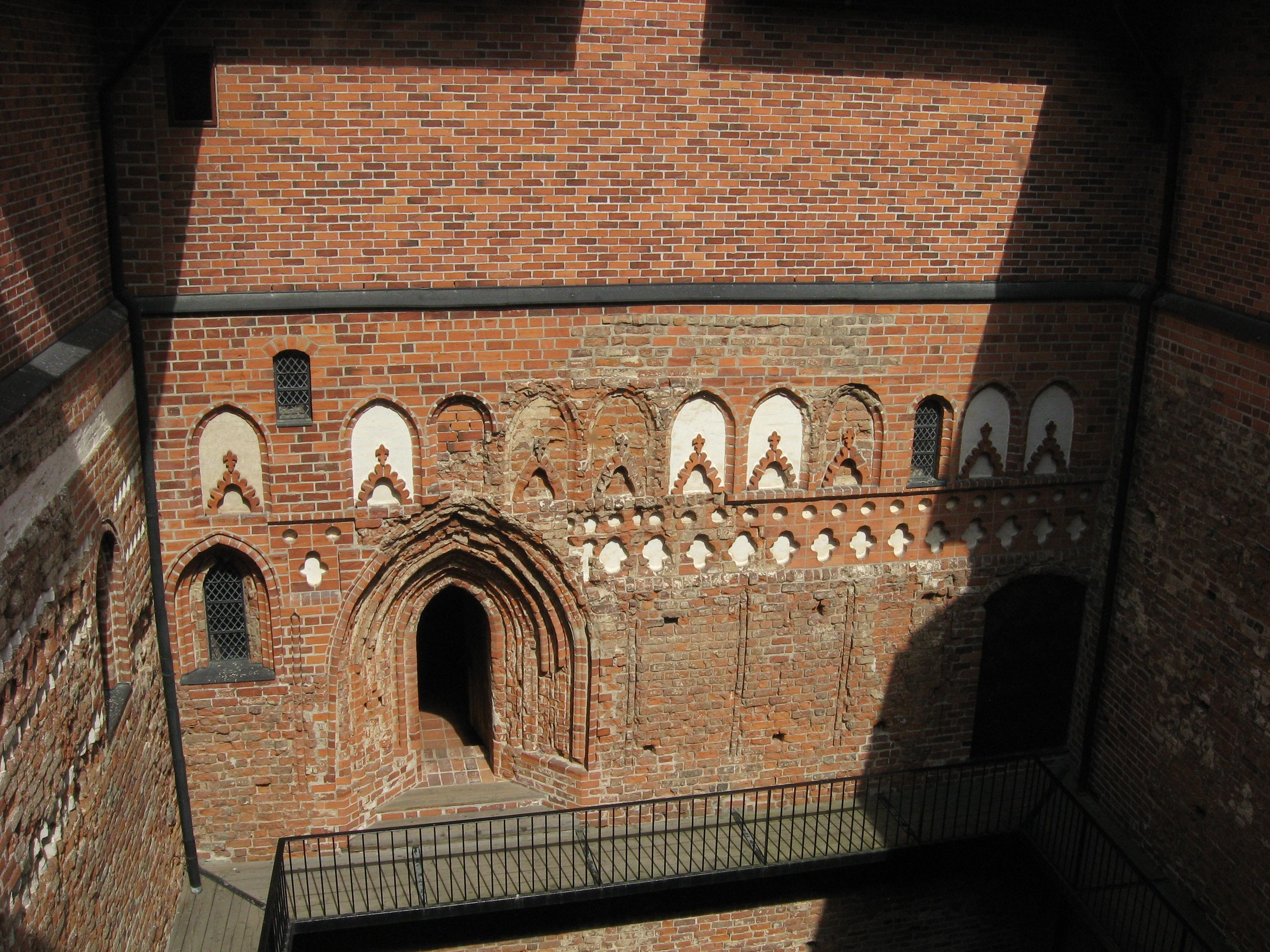
Den inre borggården med fasaddekorationer från medeltiden.

Under första halvan av 1300-talet uppfördes porttornet Tupptornet, som fungerade som borgens ingång under många århundraden. Under samma tid började man bygga ut borgen med hjälp av tegel. I slutet av medeltiden höjdes borgen och fick fyra kvadratiska hörntorn. Ett slottskapell inreddes i bottenplanet invid södra muren. 
På 1370-talet var borgen förlänad Bo Jonsson (Grip). Dennes fogde Magnus Kase styrde från borgen även efter Grips död, på drottning Margaretas vägnar. Slottsfogde mellan 1435 och 1443 var Bengt Lykkesson. Slottet övertogs 1449 av riksföreståndaren Karl Knutsson (Bonde) och när han avsattes och flydde 1457, gav unionskungen Kristian I Viborgs län i Finland 1457 och Tavastehus län 1462 till Erik Axelsson (Tott), som han tog efter en kort belägring av borgen. Erik Axelsson, som hade haft Åbo med Åbo slott i förläning år 1457, skulle senare bygga murarna runt Viborg. När Karl Knutsson återkom hösten 1464, kämpade Erik Axelsson mot honom, och förde honom till Finland efter abdikationen 1465. 
Där var Eriks bror Laurens Axelsson länsherre på Raseborg. Men 1467 bestämde riksrådet att återkalla Karl Knutsson som kung över Sverige, Erik gav upp sitt riksföreståndarämbete och gav upp Stockholms slott, men fick Raseborg, Tavastehus, Viborg och Savolax. Han var mycket upptagen av oroligheter vid gränsen mot Ryssland, "kämpade tappert mot ryssarna" och anlade 1475 Olofsborg. 1479 härjades området runt Olofsborg av ryssarna, och Erik Axelsson gjorde en hämndexpedition året därpå. Erik Axelssen förblev lojal till den nya riksföreståndaren Sten Sture d.ä. och förutom sina tidigare län, fick han också Åbo. Det hävdades att han hade lovat Sten Sture alla sina län, men överlämnade dem istället på sin dödsbädd till sina bröder Ivar Axelsson och Laurens Axelsson. Laurens, som närvarade vid dödsbädden, förklarade för riksrådet i ett brev att Erik givit slottsloven till sina båda bröder Laurens och Ivars, inte minst för att han för egna utlägg hade byggt Olofsborg. Laurens önskade nu ett möte med riksrådet för att bekräfta deras slottslov. Då brevet ankom till Sverige var riksrådet samlat i Enköping, och Ivar Axelsson fanns ibland dem. 
Sten Sture kom senare att hävda att Ivar där lovat överlämna sina län, något han själv kom att förneka. Ivar Axelsson reste kort därefter till Finland, dit riksföreståndaren senare följde efter honom. Sten Sture krävde att länen skulle betraktas som län på räkenskap, något Ivar och Laurens vägrade gå med på. Detta ledde till en fullständig brytning mellan Sten Sture och Ivar Axelsson, och i ett brev 6 augusti 1481 kom han med ett skarpt utfall mot riksföreståndaren där han varnar för hans inflytande. Först 1483 möttes Ivar Axelsson och Sten Sture till en förlikning, enligt vilken den förre skulle för sin livstid behålla Raseborg slott och dess län, men överlämna slottsloven på Viborg, Olofsborg och Tavastehus till Sten Sture, med bestämmelsen att inkomsterna från länen fram till tio år efter Ivar Axelssons död skulle tillfalla Laurens Axelssons barn. Först 1487 överlämnade Ivar Axelsson Visborgs slott och län till danske kungen Hans. När Hans valdes till kung också i Sverige 1497, höll Sten Sture d.ä. och hans fru Ingeborg Åkesdotter (Tott) hov på Tavastehus slott. De återvände till Sverige 1501, när maken återigen valdes till riksföreståndare. 
När hennes man Sten Sture d.ä. dog år 1504, flyttade Ingeborg tillbaka till Finland och bodde på slottet som hon hade i förläning 1504-1507 till sin död. Hon regerade som befälhavare på Tavastehus och var överordnad de lokala fogdarna. 1505 lät riksrådet - nu ledd av riksföreståndaren Svante Nilsson (Sture) - sända Folke Gregersson (Lillie) till Tavastehus för att överta hennes ställning. Han hade redan verkat i kriget mot ryssarna och var våren 1497 på Tavastehus med tyskt krigsfolk. Men som ett vittnesbörd om att hon hade en stark karaktär, lät Ingeborg då stänga honom ute med budskapet att slottet inte kunde ha två härskare, och med stöd av allmänheten och en del av den lokala adeln tvingade hon honom att ge sig av. Ingeborg Åkesdotter och Sten Sture d.ä. hade inga barn, och när hon dog, blev Tavastehus förlänad till Sten Sture d.y. (av frälseätten Natt och Dag). När han dog snart därefter i januari 1512 efter slaget på Åsundens is vid Bogesund, tillföll borgen hans änka Kristina Gyllenstierna. Åke Jörgensen (Tott), en sonson till Åke Axelsson (Tott), hövitsman på Åbo 1509, vid Tavastehus 1512, igen på Åbo 1510, var igen hövitsman på Tavastehus 1520, när han blev avrättad (halshuggen) framför slottet i samband med Stockholms blodbadet.

### Vasatiden
Efter Gustav Vasas maktövertagande 1523 ändrades slottens roll och Tavastehus blev administrativt centrum där skatter drevs in och en naturahållning upprätthölls, som producerade förnödenheter till kronans behov. Från 1539 finns räkenskapslängder bevarade, där den noggranna hushållningen och slottets årliga in- och utgifter redovisas. 
Borgen omformades efter renässansens stil- och bekvämlighetskrav, där flertalet rum i interiören omdanades. Slottsfogden Jöns Brun fick 1556 tillåtelse att bygga ett trähus i den yttre borggården som bostad. I exteriören byggdes även en yttre försvarsmur med två runda kanontorn, ett i nordväst och ett i sydöst. 1559 hade murmästare Henrik von Cöllen skickats hit av kungen. Han hade tidigare varit verksam vid bland annat Gripsholms slott. 
Ett nytt slottskapell uppfördes i borgens norra länga och inreddes med predikstol och bänkar 1576. 
Ombyggnationerna till trots, förtäljer räkenskaperna 1578 att borgen var i så dåligt skick att "ign hade sin wist in opå same slothz uti 3 års tidh". 1599 skedde en explosion i södra tornet, vilket startade en brand som förstörde träkonstruktionen i de övre våningarna. Samma år hade slottets befallningshavare Sten Fincke avrättats under hertig Karls räfst efter klubbekriget. 

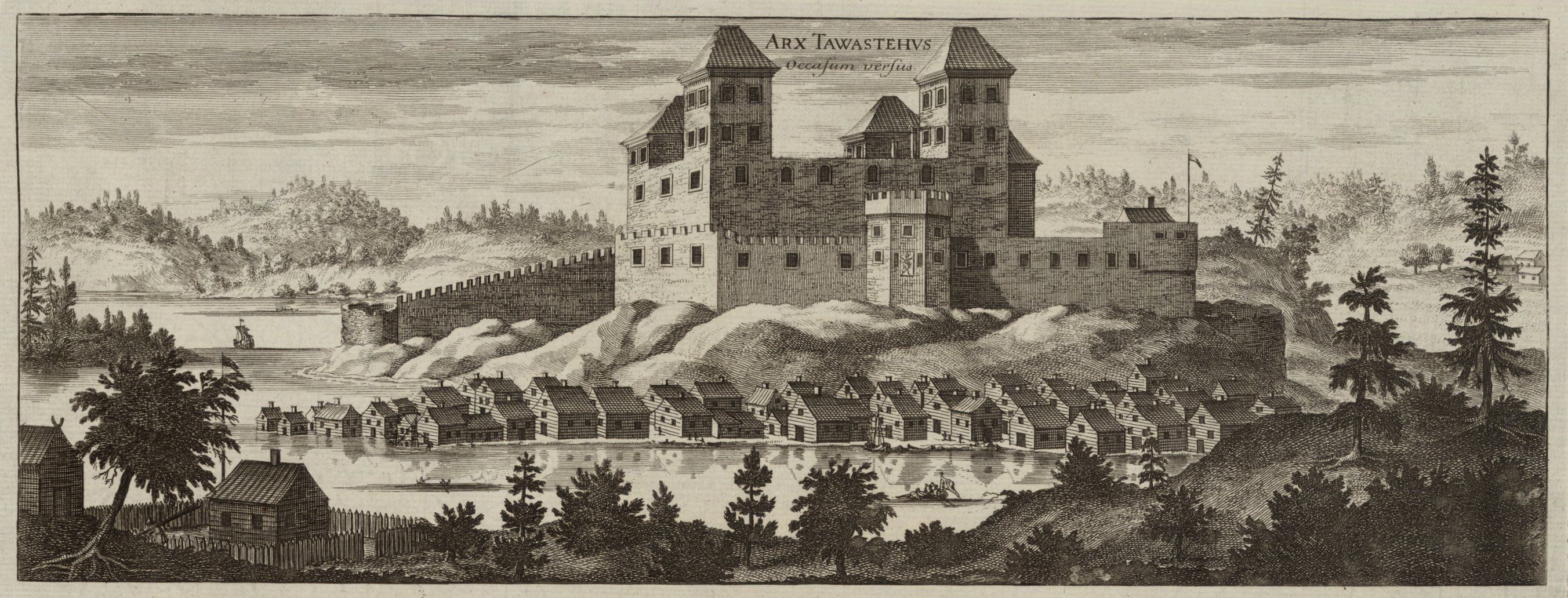
Tavastehus slott, slutet av 1600-talet. Ur Suecia antiqua et hodierna och därmed troligen inte helt tillförlitlig.

År 1606 fick den nye ståthållaren Erik Hare i uppdrag att återställa det förfallna slottet och dess försvarsverk. I Tupptornets tredje våning inreddes en stor sal som kom att bli ett nytt slottskapell. Gustav II Adolf besökte Tavastehus slott 1614. 
När landshövdingeämbetet inrättades i Helsingfors 1634 förlorade Tavastehus ställningen som administrativt centrum och slottets roll kom istället att koncentreras till att vara militär stödjepunkt och i viss mån fängelse. 1639 besökte Per Brahe d.y. slottet och beordrade samtidigt att grundlägga staden Tavastehus invid borgen. Staden flyttades till sin nuvarande plats efter en ny stadsplan 1776. 

### Kronobageri
Den 5 juni 1659 antändes slottet av en vådeld varvid borgens alla träkonstruktioner förstördes. Av en rapport från 1687 framgår att slottet blev återställt, men att det inte fungerade som bostad längre. 
Under det stora nordiska kriget övergavs slottet till fienden 1713. Efter krigsslutet beslutade ständerna att borgen skulle ombyggas till spannmålsmagasin, varvid borgen höjdes med ytterligare en våning 1726-1728. Modernare yttre försvarsverk påbörjades på 1730-talet. Ett bageri för kronans räkning påbörjades, men hann inte färdigställas innan ryska kriget utbröt 1741. Under detta krig gav sig slottet utan strid. På 1770-talet uppfördes nya byggnader runtom den gamla borgen som innehöll bageri, smedja, tyghus och högvakt. Kasernerna på slottets norra sida var ofärdiga den 8 mars 1808, när ryssarna intog Tavastehus.

### Fängelse och restaurering

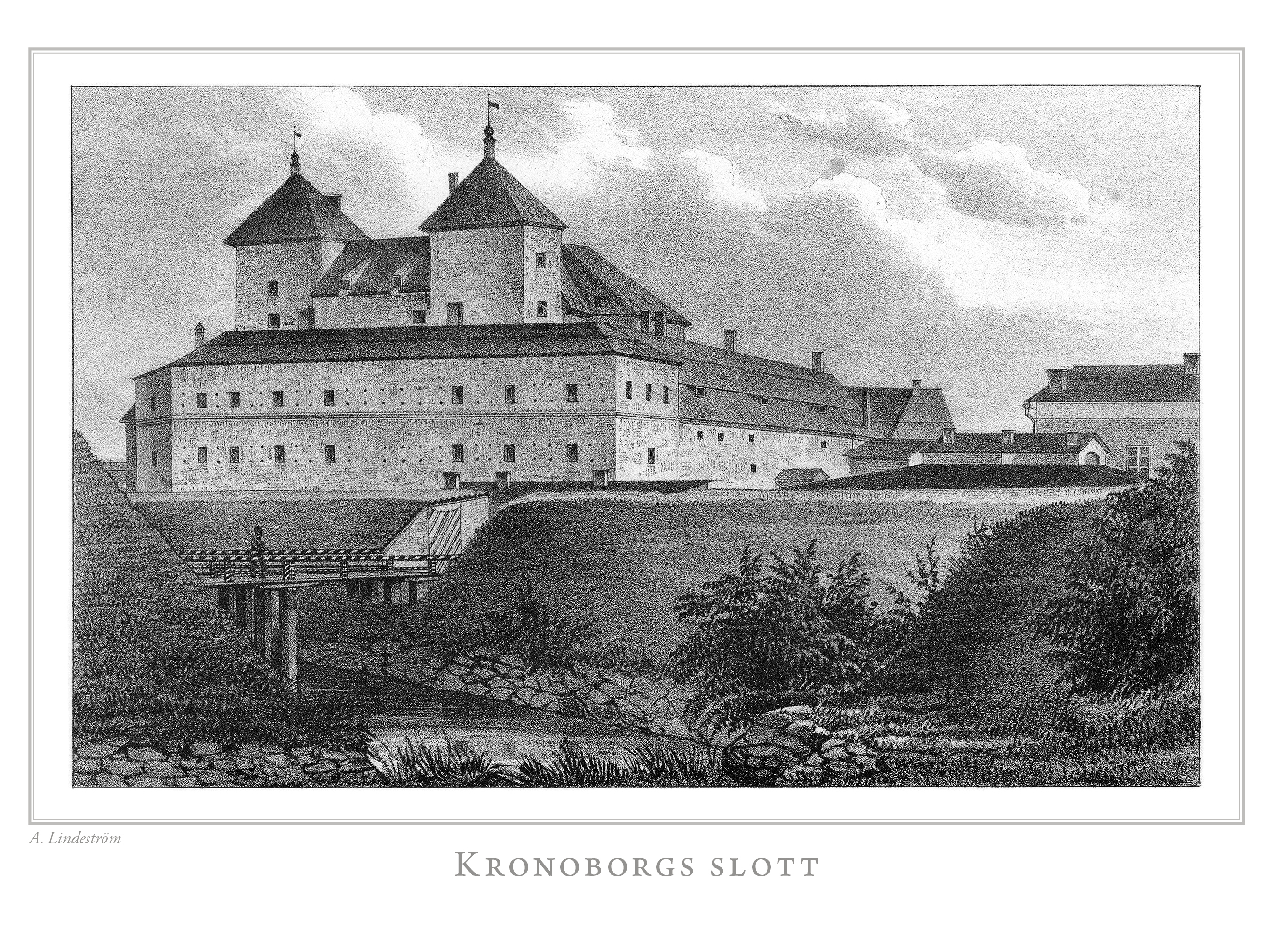
Litografi i Finland framstäldt i teckningar utgiven 1845-1852.

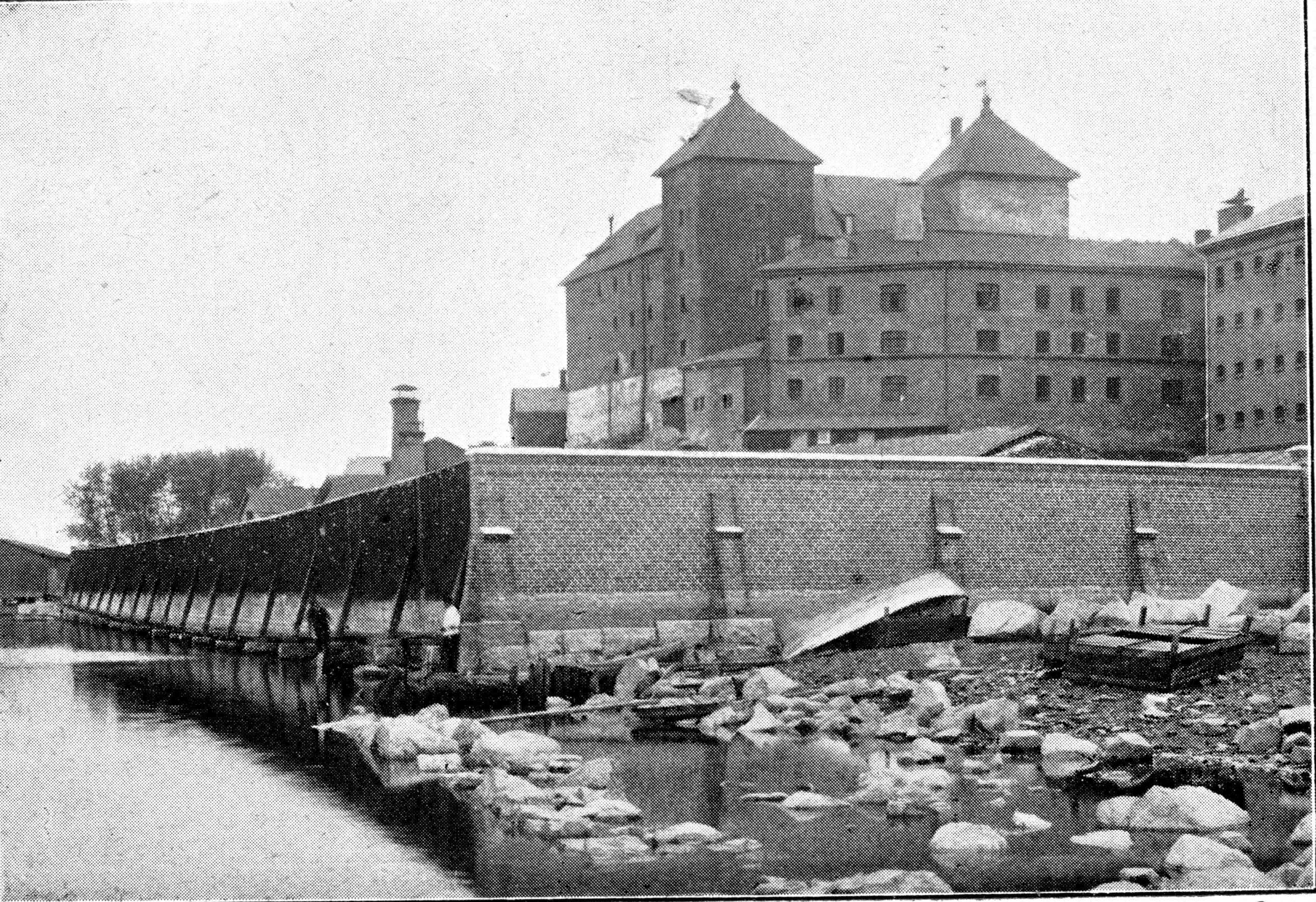
Tavastehus slott fotograferat från norr under fängelsetiden.

Efter det ryska övertagandet färdigställdes de arbeten som svenskarna lämnat halvfärdiga och samtidigt revs det norra kanontornet från 1500-talet. 1837 påbörjades ombyggnationen av hela slottet till fängelse varvid de ännu kvarvarande fängelsebyggnaderna utanför gamla borgen kom att uppföras. Samtidigt utjämnades flera av de på 1700-talet uppförda vallarna, vilket på 1860-talet höjde röster om ett skydd för kulturminnesmärken, där den bevarande sidan dock blev nedröstad. Tavastehus slott fungerade som fängelse fram till 1972, med fångar satta inne i den gamla borgen till och med 1953. För dessa hade en kyrksal byggts inne i den gamla borgens södra länga. Efter de sista fångarnas utflyttnad från borgen påbörjades en restaurering som färdigställdes 1979. Under restaureringen borttogs fängelseinteriören och äldre salar återskapades. Tavastehus slott är ett museum öppet för allmänheten.